# Oséas
Oséas, właśc. Oséas Reis dos Santos (ur. 14 maja 1971 w Salvadorze) – brazylijski piłkarz, występujący podczas kariery na pozycji napastnika.

## Kariera klubowa
Oséas karierę piłkarską rozpoczął w klubie Galícia Salvador w 1990. W latach 1993–1994 występował w Hiszpanii w trzecioligowym Pontevedra CF. Po powrocie do Brazylii został zawodnikiem Uberlândii, z której na krótko trafił do Bangu AC. Przełomem w jego karierze był transfer do Athletico Paranaense. W Athletico Paranaense 27 sierpnia 1996 w przegranym 0-1 meczu z Corinthians Paulista Oséas zadebiutował w lidze brazylijskiej. W latach 1997–1999 był zawodnikiem SE Palmeiras. Z Palmeiras zdobył Copa do Brasil w 1998, Copa Mercosur 1998 oraz Copa Libertadores 1999(zdobył zwycięską bramkę w drugim meczu finałowym).
W latach 2000–2002 Oséas występował w Cruzeiro EC. Z Cruzeiro zdobył Copa do Brasil w 2000. Po epizodzie w Santosie FC Oséas został zawodnikiem japońskiego Visselu Kobe. W 2004 powrócił do Brazylii i został zawodnikiem SC Internacional. Z Internacionalem zdobył mistrzostwo stanu Rio Grande do Sul – Campeonato Gaúcho w 2004. W 2004 powrócił na krótko do Japonii i występował w Albirexie Niigata. Karierę zakończył w Brasiliense Brasília w 2005. W Brasiliense 21 października 2005 przegranym 1-2 meczu z Goiás EC Oséas po raz ostatni wystąpił w lidze. Ogółem w latach 1996–2005 w lidze brazylijskiej wystąpił w 156 meczach, w których strzelił 56 bramek.

## Kariera reprezentacyjna
Oséas w reprezentacji Brazylii zadebiutował 13 listopada 1996 w wygranym 2-0 towarzyskim meczu z reprezentacją Kamerunu. Drugi i ostatni raz w reprezentacji Oséas wystąpił 18 grudnia 1996 w wygranym 1-0 meczu z reprezentacją Bośni i Hercegowiny.
| Mecze i gole w reprezentacji | Mecze i gole w reprezentacji | Mecze i gole w reprezentacji | Mecze i gole w reprezentacji | Mecze i gole w reprezentacji | Mecze i gole w reprezentacji | Mecze i gole w reprezentacji |
| #                            | Data                         | Miasto                       | Przeciwnik                   | Gol                          | Wynik                        | Rozgrywki                    |
| ---------------------------- | ---------------------------- | ---------------------------- | ---------------------------- | ---------------------------- | ---------------------------- | ---------------------------- |
| 1.                           | 13.11.1996                   | Kurytyba                     | Kamerun                      |                              | 2:0                          | towarzyski                   |
| 2.                           | 18.12.1996                   | Manaus                       | Bośnia i Hercegowina         |                              | 1:0                          | towarzyski                   |